# Guy Vigouroux
Pas d'image ? Cliquez ici

a Compétitions nationales et continentales officielles uniquement.

b Matchs officiels uniquement.
Guy Vigouroux, né le 21 octobre 1947 à Buis-les-Baronnies, est un joueur de rugby à XIII international français. En club, il commence sa carrière à Montpellier puis la poursuit à Marseille et Cavaillon. Il a également côtoyé l'équipe de France.
Après sa carrière de joueur, il entraîne notamment Marseille et devient arbitre.
Après sa retraite sportive définitive, il effectue des tournées musicales où il reprend notamment les répertoires de Georges Brassens et de Jean Ferrat. 